# Leffelsend
Leffelsend ist ein Ortsteil von Immekeppel in der Stadt Overath im Rheinisch-Bergischen Kreis in Nordrhein-Westfalen, Deutschland.

## Lage und Beschreibung
Der kleine, landwirtschaftlich geprägte Weiler Leffelsend liegt nahe der Landesstraße 84, einer Höhenstraße zwischen Immekeppel und Hohkeppel. Bei trainierenden Radfahrern ist die Strecke von Heppenheim nach Leffelsend beliebt, da sie eine stetige Steigung von zehn Prozent aufweist. Fernsehzuschauern bekannt wurde Leffelsend als Drehort der ARD-Fernsehserie Armans Geheimnis.  Naheliegende Orte sind Hufenstuhl, Kreutzhäuschen und Untergründemich.

## Geschichte
Leffelsend wurde erstmals im Jahr 1487 als v. Leffelsende urkundlich erwähnt. Der Ortsname ist möglicherweise ein Formwort. Zur Bedeutung des Namens bietet sich aber auch ein Vergleich mit dem Ort Löffelsende bei Köln an, für dessen Namen die Bedeutung "große Entfernung, weite Strecke" belegt ist.
Der Ort lag an der Heidenstraße, einer bedeutenden mittelalterlichen Altfernstraße von Köln über Kassel nach Leipzig. Die alte Trasse des alten Höhenwegs Richtung Hohkeppel ist zwischen Leffelsend und Hufenstuhl in Teilen ein Wirtschaftsweg oder nicht mehr vorhanden, Richtung Untergründemich verlief die Trasse auf der heutigen Straße.
Die Topographia Ducatus Montani des Erich Philipp Ploennies, Blatt Amt Steinbach, belegt, dass der Wohnplatz bereits 1715 drei Hofstellen besaß, die als Leffelsend beschriftet sind. Carl Friedrich von Wiebeking benennt die Hofschaft auf seiner Charte des Herzogthums Berg 1789 als Leffelsende. Aus ihr geht hervor, dass der Ort zu dieser Zeit als Grenzort zum Teil dem Oberkirchspiel Immekeppel (zugleich Honschaft Immekeppel) der Pfarre Gladbach im Obergericht Bensberg und zum Teil der Honschaft Vellingen im Kirchspiel Hohkeppel angehörte.
Der Ort ist auf der Topographischen Aufnahme der Rheinlande von 1817 als Löffelsend verzeichnet. Die Preußische Uraufnahme von 1845 zeigt den Wohnplatz unter dem Namen Löffelsende. Ab der Preußischen Neuaufnahme von 1892 ist der Ort auf Messtischblättern regelmäßig als Leffelsend verzeichnet.
1822 lebten 17 Menschen im als Bauergut und Haus kategorisierten und Löffelsend bezeichneten Ort, der nach dem Zusammenbruch der napoleonischen Administration und deren Ablösung zum Teil (zehn Einwohner) zur Landgemeinde Immekeppel in der Bürgermeisterei Bensberg im Kreis Mülheim am Rhein und zum Teil (sieben Einwohner) der Landgemeinde Hohkeppel in der Bürgermeisterei Engelskirchen im Kreis Wipperfürth zugehörte. Für das Jahr 1830 werden für den als Bauerngut bezeichneten Immekeppeler Teilort Löffelsend 13 Einwohner angegeben. Der 1845 laut der Uebersicht des Regierungs-Bezirks Cöln als Bauerngüter und Hof kategorisierte und als Löffelsend bezeichnete Ort besaß zu dieser Zeit fünf Wohngebäude (vier zu Immekeppel, eines zu Hohkeppel) mit 40 Einwohnern (23 zu Immekeppel, 17 zu Hohkeppel), alle katholischen Bekenntnisses. Die Gemeinde- und Gutbezirksstatistik der Rheinprovinz führt Leffelsend 1871 mit sechs Wohnhäusern (fünf zu Immekeppel, eines zu Hohkeppel) und 39 Einwohnern (28 zu Immekeppel, elf zu Hohkeppel) auf. Im Gemeindelexikon für die Provinz Rheinland von 1888 werden für Leffelsend sieben Wohnhäuser (sechs zu Immekeppel, eines zu Hohkeppel) mit 42 Einwohnern (34 zu Immekeppel, acht zu Hohkeppel) angegeben. 1895 besitzt der Ort sechs Wohnhäuser (fünf zu Immekeppel, eines zu Hohkeppel) mit 28 Einwohnern (23 zu Immekeppel, fünf zu Hohkeppel) und gehörte konfessionell zu den katholischen Kirchspielen Immekeppel und Hohkeppel. 1905 werden sechs Wohnhäuser (fünf zu Immekeppel, eines zu Hohkeppel) und 38 Einwohner (33 zu Immekeppel, fünf zu Hohkeppel) angegeben.
Aufgrund § 10 des Köln-Gesetzes wurden 1975 mehrere Bensberger Außenorte in die Gemeinde Overath umgemeindet, darunter auch der Bereich um Leffelsend, dass damit erst nach anderthalb Jahrhunderten nun politisch in einer Gemeinde lag.